# 바둑 장기 채널
바둑 장기 채널(일본어: 囲碁・将棋チャンネル)은 케이블 TV 스카파!에서 방영하는 바둑과 쇼기(일본 장기)에 특화된 프로그램을 방영하는 채널이다. 위탁 방영 사업자인 세텔레이트 컬쳐 재팬 주식회사가 운영하고 있다.
바둑 장기 외에, 강의와 프로 기사 대국의 해설 프로도 많이 방송하고 있으며, 바둑, 장기계 최신 정보를 제공하는 프로그램(바둑, 장기의 저마다 다른 프로그램)도 있다. 또한, 세텔레이트 컬쳐 재팬이 주최하는 기전(바둑：용성전, 장기：은하전)도 방송하고 있다.

## 기본 정보
바둑과 장기 프로는, 1일 4회 교대로 방송한다. 아래 시각은 일본 기준이다.
- 바둑
  - 월・금 - 오전 6시 ~ 12시, 오후 4시 ~ 10시
  - 화・목・토 - 오후 0시 ~ 6시, 10시 ~ 익일 오전 2시
  - 수・일 - 오전 6시 ~ 12시, 오후 6시 ~ 10시
- 장기
  - 월・금 - 오후 0시 ~ 4시, 10시 ~ 익일 오후 2시
  - 화・목・토 - 오전 6시 ~ 12시, 오후 6시 ~ 10시
  - 수・일 - 오후 0시 ~ 6시, 10시 ~ 익일 오후 2시

### 정보 프로그램
- 주간 바둑 파라다이스 - 월요일 오후 6시 ~ 6시 45분 (재방송: 수요일 오전 6시 ~ 6시 45분, 토요일 오후 1시 ~ 1시 43분)
  - 진행자: 사노 마야, 나가쿠보 사토코, 데라오카 노조미 (나가쿠보와 데라오카는 일주일 마다 등장)
- 주간! 장기 스테이션 - 화요일 오후 8시 ~ 8시 45분 (재방송: 수요일 심야 (목요일 오전) 0시 ~ 0시 45분, 일요일 오후 0시 ~ 0시 45분)
  - 진행자: 야마다 시쇼, 온다 나호、다마가와 치구사(온다와 다마가와는 일주일 마다 등장)

### TV 기전
이하 주 2회 방송.
- 용성전 (바둑) - 금요일 오후 8시 ~ 10시 (재방송: 수요일 오전 8시 ~ 10시), 일요일 오후 8시 ~ 10시 (재방송: 금요일 오전 8시 ~ 10시)
- 은하전 (장기) - 목요일 오후 8시 ~ 9시 38분 (재방송: 화요일 오전 8시 9시 38분, 수요일 심야 (목요일 오전) 0시 ~ 1시 28분), 토요일 오후 8시 ~ 9시 38분 (재방송: 목요일 오전 8시 ~ 9시 38분, 금요일 심야 (토요일 오전) 0시 ~ 1시 38분)